# František Josef Andrlík
František Josef Andrlík (21. září 1852 Polička – 28. listopadu 1939 Ústí nad Orlicí) byl český učitel, spisovatel knih pro mládež a překladatel.

## Život

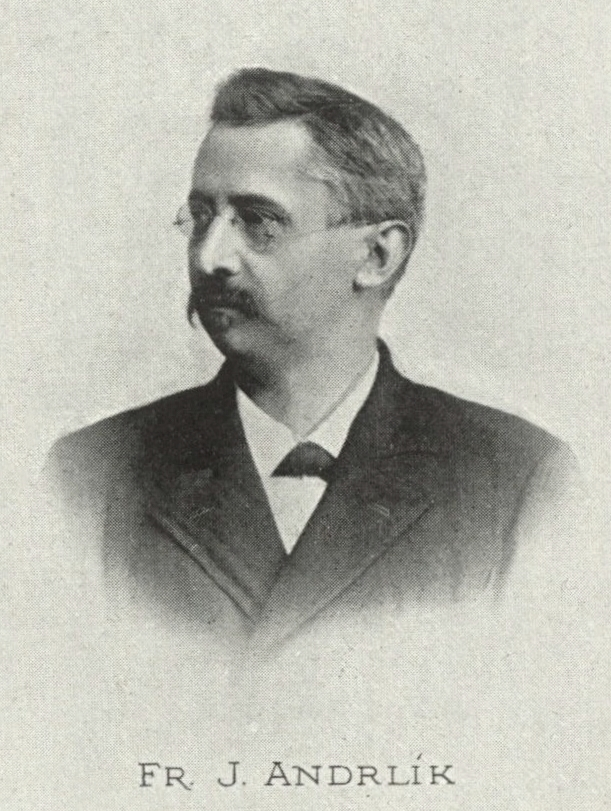
František Josef Andrlík

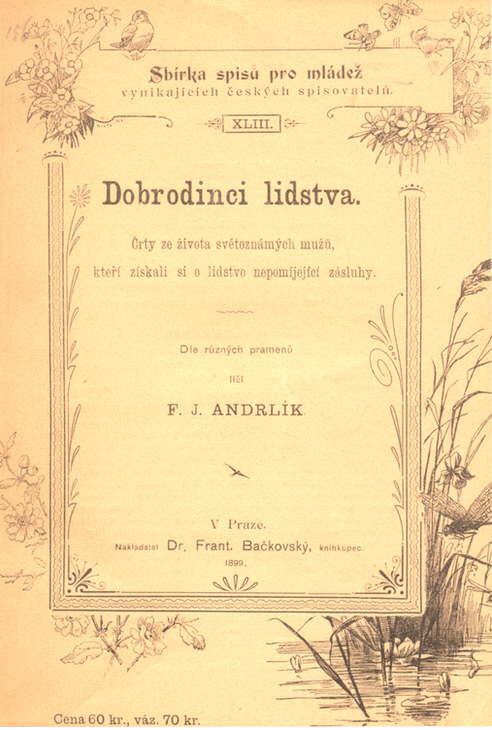
Vydání knihy Dobrodinci lidstva z roku 1898

Narodil se v Poličce Dolním Předměstí. Jeho otec Vincenc Andrlík byl krejčí a vlastník obchodu se střižným zbožím, matka Anna Záleská z Prosetína. Měl sestru Marii Vincencii (1856). Oženil se s Annou Korábovou, se kterou měl šest dětí: Franze (1875), Jindřicha (1877–1879), Jaroslava (1880–1952), Annu (1882–1950), Marii (1884) a Ludmilu (1887).
Poté, co absolvoval obecnou školu a v roce 1863 německou reálku, na přání rodičů vystudoval roku 1871 učitelský ústav v Hradci Králové. Svou učitelskou pouť započal jako podučitel v roce 1872 ve Výprachticích. V následujícím roce nastoupil již jako učitel v Ústí nad Orlicí, kde působil 39 let.
Ve svých literárních začátcích přispíval do různých časopisů a kalendářů. Jeho cílová skupina byla především mládež, ale psal i prózu pro dospělé. Byl redaktorem časopisu „Přítel mládeže“ v Hradci Králové. Publikoval rovněž pod pseudonymy Jar. Lipovský a Josef Borek. V roce 1880 se vydal na cesty. Procestoval celý Balkánský poloostrov. Z těchto cest vzniklo mnoho článků, které byly otištěny ve Zlaté Praze, Lumíru a dalších časopisech. Od roku 1887 redigoval „Literární věstník“ a edici „Přítel mládeže“.

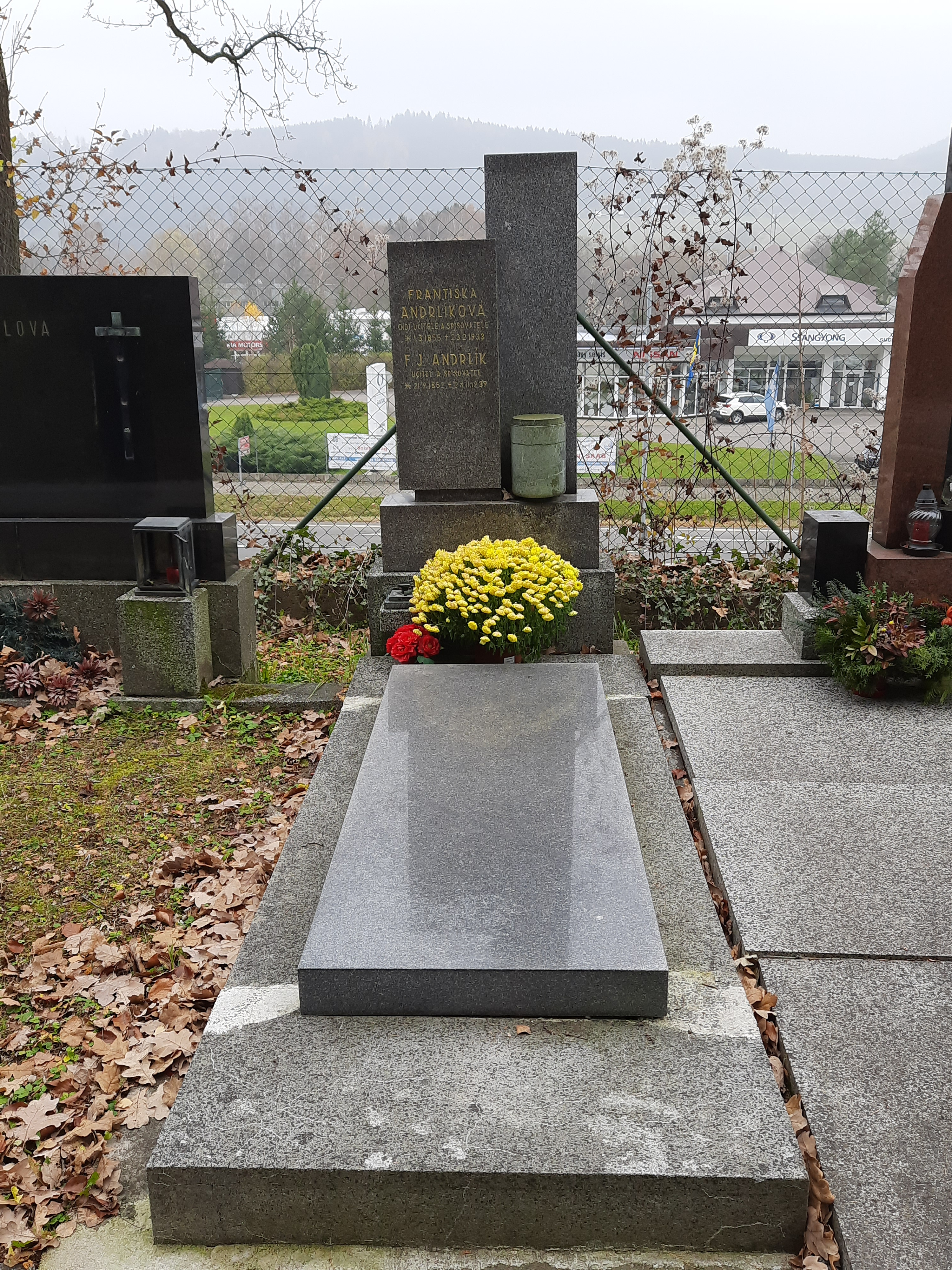
Hrob F. J. Andrlíka a jeho manželky na Městském hřbitově v Ústí nad Orlicí

František Andrlík napsal a vydal 124 knih, z toho bylo 84 titulů pro mládež. Za svého života mu bylo uděleno čestné občanství města Ústí nad Orlicí. Dále obdržel uznání Zemské školní rady a vyslanectví ČSR v Bulharsku. Zemřel 28. listopadu 1939 v Ústí nad Orlicí, kde byl rovněž i pohřben na zdejším městském hřbitově.

## Výběrová bibliografie

### Vlastní próza
- Když nepřiletí vrána (1880), povídka ze slovenského venkova.
- Z malého světa (1882), obrázek dětského života, dva díly.
- Kreslení a zábavky na prvém stupni věku mládeže (1884) [4]
- Z otroctví ku svobodě (1884), původní povídka z dob utrpení národa bulharského
- V ďáblových tenatech (1884), obrázek ze života karbaníkova.
- Důvěřuj Bohu! (1885), původní povídka ze života námořníkova.
- Ratolístky (1885) – obrázky z mladistvého věku [5]
- Růže a trní (1886-1887), povídky pro mládež. dva svazky.
- Škapulíř a talisman (1886), příhody katolické rodiny pode jhem tureckým.
- Český Robinson Crusoe (1886), dobrodružný román.
- Odkaz hajdukův (1888), povídka z dob utrpení křesťanů balkánských.
- Umění nad bohatství (1889), povídka ze života hercegovského guslara.
- Příběhy českého vystěhovalce (1890), povídka.
- Na svobodě a v okovech (1891), povídky pro mládež.
- Robinsonka (1893), příhody dívky na opuštěném ostrově.
- Robinsonka na Balkáně (1893), příhody osamělé dívky za války rusko-turecké.
- Zábavné chvíle (1893) – povídky pro českou mládež [6]
- Na škole měšťanské (1897) [7]
- Z vlasti a ciziny (1897), povídky pro mládež.
- Dobrodinci lidstva (1898), črty ze života světoznámých mužů, kteří získali si o lidstvo nepomíjející zásluhy.
- O sousto chleba (1900, dvě povídky z továrního prostředí.
- Jaká setba, taková sklizeň (1900), povídka z počátku devatenáctého století.
- Zajímavé příběhy z dějin rakouských (1900) [8]
- Bratrstvo mstitelův (1901), povídka z dob poroby křesťanů balkánských.
- Bezděčná pouť (1902), příhody mladého Čecha v cizině.
- Malému čtenáři (1903) – řada povídek pro nejnižnší stupeň věku školního [9]
- V záři půlměsíce (1903), povídka z posledních zápasů křesťanů balkánských.
- Děti a zvířata (1904) – řada črt pro nejmenší čtenáře [10]
- Za chlebem (1907), příhody české rodiny v Mandžursku za války rusko-japonské.
- Pohádky z tajůplných světů (1912), sbírka pěkných pohádek pro českou mládež.
- Z války rusko-japonské (1914) – povídka z počátku války rusko-japonské [11]
- Život venkova (1926), sebrané povídky.
- Světem žertovných pohádek (1926), sebrané pohádky.
- Havrdova rodina (1927), povídka z maloměstského prostředí.
- Svému osudu nikdo neujde a jiné povídky (1938).

### Překlady
- 1881 – E. T. A. Hoffmann: Oběť přátelství.
- 1883 – Margarethe Wulff: Mařenka, obrázek z nejútlejšího mládí, volný překlad.
- 1883 – Hedwig Prohl: K nebi, volný překlad.
- 1885 – Margarethe Wulff: Ratolístky, obrázky z mladistvého věku, volný překlad.
- 1887 – Franz Strässle: V kouzelné říši, pohádky.
- 1895 – Charles Dickens: Děd a vnuk, život a příhody Martina Chuzzlevita.
- 1903 – Onorato Fava: Budulínek, společně s Václavem Markem, upraveno se souhlasem autorovým.
- 1905 – Francis Bret Harte: Puritánka.
- 1916 – Carlo Collodi: Panáček Nosáček (1916), dobrodružství dřevěného kloučka, volný překlad knihy Pinocchiova dobrodružství.